# Chongqing Rail Transit
Chongqing Rail Transit (CRT) är ett system för spårburen lokaltrafik i Chongqing som för närvarande (2012) omfattar en tunnelbanelinje och två monoraillinjer som förbinder stadens olika delar över Yangtze- och Jialingfloderna. Det är den första monorailen i Kina och ett av tre tunnelbanesystem i västra Kina.

## Linje 1
Linje 1 öppnades 2011 och är 16,4 km lång. Den löper från Chaotianmen i Chongqings innerstad till Shapingba och kommer att förlängas till Shuangbei för att uppnå en längd av 22,42 km. Det är stadens första tunnelbanelinje och den andra som fullbordats i västra Kina. Passagerarkapaciteten är 36.000 passagerare per timme och riktning.

## Linje 2
Linje 2 är en monoraillinje och invigdes 2005.  Den har 18 stationer och är 19,15 km lång. Den börjar under jord som en tunnelbanelinje i Jiefangbei i centrala Chongqing och följer sedan Jialingflodens södra bank på en upphöjd bana för att fortsätta in i stadens sydvästra förorter och avslutas i Daudukou-distriktet. En förlängning 6,2 km fram till Ba'nan är för närvarande under konstruktion.

## Linje 3
Den nord-sydgående Linje 3 öppnades i september 2011 och binder samman de distrikt i Chongqing som skiljs åt av stadens två större floder, Yangtzefloden och Jialingfloden. Den 29 stationerna löper från Lianglukou till Jiangbeis flygplats. Med sina 39,1 km är den världens längsta monoraillinje.